# 스페인 왕비 레티시아
스페인 왕비 레티시아(스페인어: Letizia Ortiz, Reina de España, 1972년 9월 15일 ~ )는 스페인 국왕 펠리페 6세의 현 왕비이다. 펠리페와 결혼하기 전에는 언론인이었다. 본명은 레티시아 오르티스 로카솔라노(스페인어: Letizia Ortiz Rocasolano)로 최초의 평민 출신 왕비이기도 하다. 펠리페 6세와 결혼하기 전에는 알론소 게레로 페레즈와 결혼했던 경력이 있는 이혼녀였지만 첫 결혼이 종교 결혼이 아니었기 때문에 펠리페 6세와의 결혼이 인정받았다.